# Natalja Olegowna Duschkina
Natalja Olegowna Duschkina (russisch Наталья Олеговна Душкина; * 7. November 1954 in Moskau) ist eine sowjetisch-russische Architektin, Architekturhistorikerin und Hochschullehrerin.

## Leben
Duschkina, Enkelin des Architekten Alexei Nikolajewitsch Duschkin, studierte am Moskauer Architektur-Institut (MArchI) mit Abschluss 1978 mit Auszeichnung. 1982 wurde sie zur Kandidatin der Architektur promoviert.
Duschkinas Forschungsgebiet ist die Geschichte der Architektur und des Städtebaus. Sie wurde Expertin für die Bewahrung des Kulturerbes. Sie wurde Professorin des MArchI und der Moskauer Staatlichen Universität für Geodäsie und Kartografie.
Duschkina veröffentlichte ihre vielen wissenschaftlichen Untersuchungen im In- und Ausland, verfasste Monografien und gab Sammelbände heraus. Sie nahm an vielen wissenschaftlichen Konferenzen  und Symposien teil und organisierte wichtige Konferenzen. Sie hielt Gastvorlesungen in vielen Ländern.
Duschkina ist Mitglied des Föderalen Wissenschaftsrats für das Kulturerbe des Kulturministeriums der Russischen Föderation. Sie ist Expertin des International Council on Monuments and Sites (ICOMOS), war 1990–1996 Mitglied des Exekutivkomitees, ist Gründungsmitglied des Komitees für den Schutz der Kulturdenkmäler des 20. Jahrhunderts und ist Mitglied des Komitees für Theorie und Philosophie des Bewahrens. Sie ist Mitglied der International Working Party for Documentation and Conservation of Buildings, Sites and Neighbourhoods of the Modern Movement. Sie ist Mitglied des Kuratoriumsrats für den Aufbau des Moskauer Melnikow-Haus-Museums. Sie ist Mitglied der von John Ruskin gegründeten St.-Georgs-Gilde.

## Ehrungen, Preise
- Publikationspreis des Architektenwettbewerbs Solotoje Setschenije (Goldener Schnitt) der Moskauer Architektenunion (2003, 2005, 2007)[1]
- Golddiplom für die beste Veröffentlichung des XIII. Internationalen Festivals Bauwesen 2005 der Architektenunion Russlands[1]
- Kometsch-Preis für Verteidigung und Bewahrung des Kulturerbes Russlands (2008)[1]